# Rottum (Het Hogeland)
Rottum (Gronings: Röttem of Röppen) in de gemeente Het Hogeland (tot 1990 in de gemeente Kantens) is een van oorsprong radiaal wierdedorp, gelegen tussen Kantens en Usquert. Het ligt in de Nederlandse provincie Groningen in de historische landstreek Oosterambt van het Ommeland Hunsingo. De plaats telt 525 inwoners (2023).
Rottum is de naamgever van Rottumeroog (dat ook wel Rottum wordt genoemd), omdat het voormalige klooster Juliana de belangrijkste eigenaar van dit eiland was. Het is niet bekend of Rottumerplaat naar het dorp of naar Rottumeroog is vernoemd. De gehuchten Helwerd, Holwinde en Bethlehem (vroeger de locatie van een nonnenklooster) vallen ook onder het dorp Rottum.
Het dorp ligt nabij de provinciale weg N998 tussen Usquert en Middelstum. Het dorp heeft een busverbinding (lijn 61) met Groningen en Uithuizen. Reeds in het begin van de 20e eeuw was er de "Omnibusdienst Rottum – Onderdendam – Groningen".

## Geschiedenis
Rottum werd voor het eerst genoemd in een goederenlijst van het klooster Werden aan het einde van de 10e eeuw als Rotton. De naam wordt wel verklaard uit *Rattôs, bij een waternaam *Rattâ 'schitterend, glinserend', verwant met raad in dageraad, of afgeleid van *(a)rat 'uitbuigend, uitstekend'. De volksetymologie 'rood heem' – naar het rode kloosterdak – moet volgens Ter Laan als een fabel worden beschouwd.
In de zesde eeuw voor Chr. vestigden de eerste bewoners zich op de kwelderwal langs de Fivel. Om bij hoog water droge voeten te houden, wierpen zij woonheuvels op. De wierde van Rottum ontstond samen met andere dorpen als Lellens, Krangeweer, Westerwijtwerd, Middelstum, Toornwerd, Kantens, Eelswerd en Usquert op deze kwelderwal in de laatste eeuwen voor en de eerste eeuwen na Chr. Er zijn vondsten gedaan uit de IJzertijd. De wierde werd pas na 200 na Chr. opgehoogd met materialen als mest, veenmos en riet en heeft tegenwoordig een hoogte van 4,8 meter. Volgens de overlevering werd in 433 door Friezen op deze wierde een Germaanse tempel gebouwd, die volgens Liudger (742-809), de eerste bisschop van Munster, op last van hem werd gesloopt. Volgens hem stonden er meer dan 100 afgodsbeelden in de tempel, die daarna zouden zijn overgebracht naar onder andere Utrecht. Volgens Ter Laan is er voor de tijd van de kloosters echter nauwelijks iets over Rottum bekend en moet dit eveneens als een fabel worden beschouwd.
Op de plek van de vermeende tempel stichtten Benedictijner monniken van de Abdij van Werden waarschijnlijk ergens tussen 1195 en 1210 het mannenklooster Juliana (eerste vermelding: 1226). Het klooster bezat ongeveer 1180 hectare (1872 grazen) land waaronder veengebieden bij Scharmer, Kolham en Kropswolde. Daarnaast bezat het 60% van het eiland Rottumeroog. Het nonnenklooster Bethlehem nabij Rottum was een voorwerk van dit klooster, evenals Langenhuis (bij Doodstil) en Papekop (bij Wadwerd). Later verkreeg het ook de proosdij van Usquert en het bijbehorende voorwerk Kruisstee. Het klooster had het Groningse Rode Weeshuis als refugium. Om zich tegen aanvallen te beschermen, groeven de kloosterlingen in de 16e eeuw een dubbele gracht. In 1580 koos Jodocus Oxius, abt van Rottum, als enige Ommelander abt voor het protestantisme en Oranje. De buitengracht werd aan west- en noordwestzijde met (waarschijnlijk drie) bastions versterkt. Toch lukte het de Spaanse troepen in 1587 een deel van het klooster te verwoesten. De Staatsen plunderden het klooster overigens ook in 1569 (Barthold Entens) en 1587 (Matthijs Knoop). Zeven jaar later vervielen klooster en kloostergoederen bij de reductie aan Stad en Lande. De kloosterkerk bleef in gebruik. Geleidelijk raakte het klooster in verval. In 1658 bezweek de zuidelijke vleugel en werd afgebroken. Hierbij ging ook een groot deel van de radiale structuur van de wierde verloren. In 1855 werd de noordelijke vleugel afgebroken, waarin reeds vanaf de 16e eeuw de pastorie en school waren gehuisvest. Het puin werd gebruikt voor het verharden van de weg en het herstel van de kerk. Ten slotte werd in 1885 de kloosterkerk gesloopt. Op de fundamenten verrees in 1889 de huidige kerk.
Tussen 1905 en 1918 werd de wierde rondom het dorp afgegraven. In 1994 werd nog een deel vergraven voor de aanleg van een riool. Van de bastions resteren een deel van de binnen- en buitengracht en de wal daartussen. In 1999 werd een deel van de noordelijke binnengracht gedempt en een deel van de wal illegaal verwijderd. In 2002 werd het restant van de wierde aangewezen als archeologisch bodemmonument. Sinds 2003 is er een voetpad langs een deel van de oude dubbele kloostergracht dat de wandelaar vanaf het einde van de Kloosterweg langs een van de nog resterende bastions voert en uitkomt aan het begin van de Tilbusscherweg. Vanaf dit pad heeft men een goed zicht op de steilrand van de wierde (het verval bedraagt hier vier meter) en het omliggende landschap.
In de 20e eeuw is het dorp nauwelijks uitgebreid. Hierdoor is het aantal inwoners met name de laatste decennia sterk teruggelopen onder invloed van gezinsverdunning en bevolkingsdaling.
Aan de zuidzijde van het dorp stroomt de Rottumermaar, die zuidelijker uitmondt in de Koksmaar (een zijrivier van het Boterdiep). Het maar eindigde als in zoveel dorpen in een haventje, in dit geval aan de westzijde van het dorp. In dit haventje werden met name koren, turf, eierkolen en briketten overgeslagen. Tegenwoordig is het haventje alleen nog in gebruik bij kanovaarders.
Het dorp heeft lange tijd de grootste kermis gehad van noordelijk Groningen. Deze bevond zich altijd aan het einde van de Jan Boerweg en werd aangevoerd per schip over de Rottumermaar. In de 20e eeuw werd de kermis echter gesloten wegens gebrek aan belangstelling.
In het begin van de 20e eeuw werd voetbalclub Velocité opgericht in het dorp, die echter later ter ziele ging. In 1932 werd voetbalclub "De Robben" opgericht. Het clubhuis van de voetbalclub bevond zich in het lokale café Boer en nadat dit werd opgeheven in een ander lokaal café genaamd Sprenger. In buurdorp Kantens werd in 1948 ook een voetbalclub opgericht. In 1953 fuseerden beide clubs tot K.R.C. (Kantens – De Robben Combinatie) en werd het voetbal verplaatst naar Kantens.
In Rottum zijn in de loop der tijd vrij veel skeletten gevonden, maar de vondst in 2023 was opzienbarend: tijdens werkzaamheden bij een woonboerderij op het hoogste punt van de wierde werden tijdens archeologisch onderzoek 458 skeletten opgegraven. Alle in goede staat (dit vanwege de kleigrond), en met datering van zo ongeveer tussen de jaren 700 en 1700. Ook werden er allerlei voorwerpen aangetroffen. Waarschijnlijk liggen er nog minstens 2000 menselijke skeletten begraven, maar die worden met rust gelaten.

## Bevolkingsontwikkeling
| Demografische ontwikkeling tussen 1859 en 2018                      |
| ------------------------------------------------------------------- |
|                                                                     |
| ■ Data afkomstig van volkstellingen.nl ■ Data afkomstig van het CBS |

## Gebouwen

### Kerk
De kerk van Rottum ligt op het hoogste punt van de wierde (5 meter boven NAP) en werd in 2000 door staatssecretaris Rick van der Ploeg (Cultuur) samen met haar onmiddellijke omgeving aangewezen als jong rijksmonument. De recht gesloten zaalkerk met spitsbogige vensters en dakruiter met ingesnoerde spits is gebouwd in 1889 op de fundamenten van de voormalige kloosterkerk naar ontwerp van de Middelstumer architect Jacob Tilbusscher. De kerk werd gerestaureerd tussen 2006 en 2007 onder leiding van de Groningse restauratiearchitect Willem van der Veen. In de kerk worden regelmatig exposities gehouden.

### 't Hoeske van Tais' Joaptje
Bij staatsbesluit van 1 maart 1658 wordt aan de bewoners van de wierde toestemming gegeven de zuidvleugel van het Rottumerklooster te slopen. In de daaropvolgende eeuwen werd dit restmateriaal gebruikt voor wegverharding, huisfundering en opmetselen van muren. Rond 1820 neemt de diaconie van de Nederlands Hervormde Kerk het initiatief op de hoek van de begraafplaats (Kloosterweg 17) uit restmateriaal van het voormalige klooster een huurwoning te bouwen. In 1837 huurt G.W. Bos dit kleinste huisje van Rottum. De diaconie verhuurt de eenvoudige eenkamerwoning in de loop der jaren aan verschillende personen. Vaak gaat het om pas getrouwde stellen met kinderen die nog niet over een eigen woning beschikken.
Van 1926 tot 1944 woonde Jacobje (Joaptje) Dijkhuis, weduwe van Ties (Tais) Knol en daarom ook wel 'Tais' Joaptje' (Jacobje van Ties) genoemd, in deze woning naast de begraafplaats (vanwege de lange woonperiode kreeg het huisje de naam ' 't Hoeske van Tais' Joaptje'), samen met haar dochter Jacoba. Het Kerstverhaal van de Groninger schrijver Jan Boer ("Ol Joaptje") gaat over de catechisatielessen van deze mejuffrouw Knol. In 1953 werd deze eenkamerwoning voor het laatst bewoond. De drie kinderen sliepen op strobalen op de vliering. De ouders sliepen in de bedstede. Buiten stond het secreet. In de periode na de Tweede Wereldoorlog zijn vrijwel alle alleenstaande eenkamerwoningen op het Hogeland gesloopt. Soms werden aangrenzende eenkamerwoningen samengetrokken en na renovatie in gebruik genomen als één kleinere woning. Tientallen jaren stond dit kleinste huisje als 'onbewoonbaar verklaarde woning' te verkommeren. Aan het begin van deze eeuw heeft de Stichting Woonhuismonument dit huisje gerestaureerd. Het huisje is in 2003 ingericht door het Openluchtmuseum Het Hoogeland te Warffum. De inrichting is vormgegeven naar de situatie van 1880 toen er nog werd gestookt met turf en de kamerverlichting nog gevoed werd door olie. Het kleinste huisje van Rottum wordt onderhouden door vrijwilligers. Voor het huisje staat het borstbeeld van Jan Boer.

### Overige gebouwen
In Rottum heeft lange tijd een lagere school gefunctioneerd. Tot 1855 bevond deze zich in de kloosterkerk. Later werd deze elders geplaatst. Op 1 mei 1943 werd de school, gelegen aan het einde van de Kloosterweg, gesloten. Dit schoolgebouw werd eerst voor bewoning en later als werkplaats gebruikt door de broer van Jan Boer. Nadat het dorpshuis afbrandde, werd het oude schoolgebouw in 1982 ingericht als het huidige dorpshuis ' 't Kloosterstee'.
Aan de Kloosterweg 1 staat de witgepleisterde boerderij Melkhuis op de plek waar vroeger het melkhuis van het klooster stond. Deze boerderij werd in 1978 herbouwd in oorspronkelijke stijl en werd in 2009 vernieuwd. Aan 't Lage Eind 13 staat een huisje dat (deels) is opgetrokken uit kloostermoppen.
In Rottum stonden begin 20e eeuw vier of vijf kroegen (op een totaal van 30 huizen), waaronder een aan de Jan Boerweg 10 (café Veldzicht) en een aan de Kloosterweg 16 (tegenover het voetpad, dat vroeger als kerkepad diende). In 1982 werd een laatste poging ondernomen om een café te exploiteren in het dorp toen café Otto zijn deuren opende op de plek waar eerder café Batema zat. Tegenwoordig is er echter geen café meer in het dorp.
In 1857 werd een koren- en pelmolen gebouwd op de wierde van Rottum. In 1876 werd de molen echter alweer afgebroken en overgebracht naar een in hetzelfde jaar afgebrande molen in Scheemda (Eexta), alwaar deze herrees als het bovenstel van de pelmolen Welgelegen (op behouden gebleven stenen onderstel). In 1925 werd de molen daar definitief afgebroken. Op ongeveer 2 kilometer ten westzuidwesten van het dorp, ten zuiden van de huidige vuilstort Usquert stond verder begin 20e eeuw een klein poldermolentje, die na 1910 moet zijn verdwenen. In de Boelenspolder ten zuiden van het dorp stond nog een poldermolen die de polder bemaalde op het Rottumermaar (zijtak van het Koksmaar). Deze werd gebouwd in 1852 en is eveneens in of na 1910 verdwenen.
In 1913 werd aan de Jacob Tilbusscherweg 1 een armenhuis gebouwd.

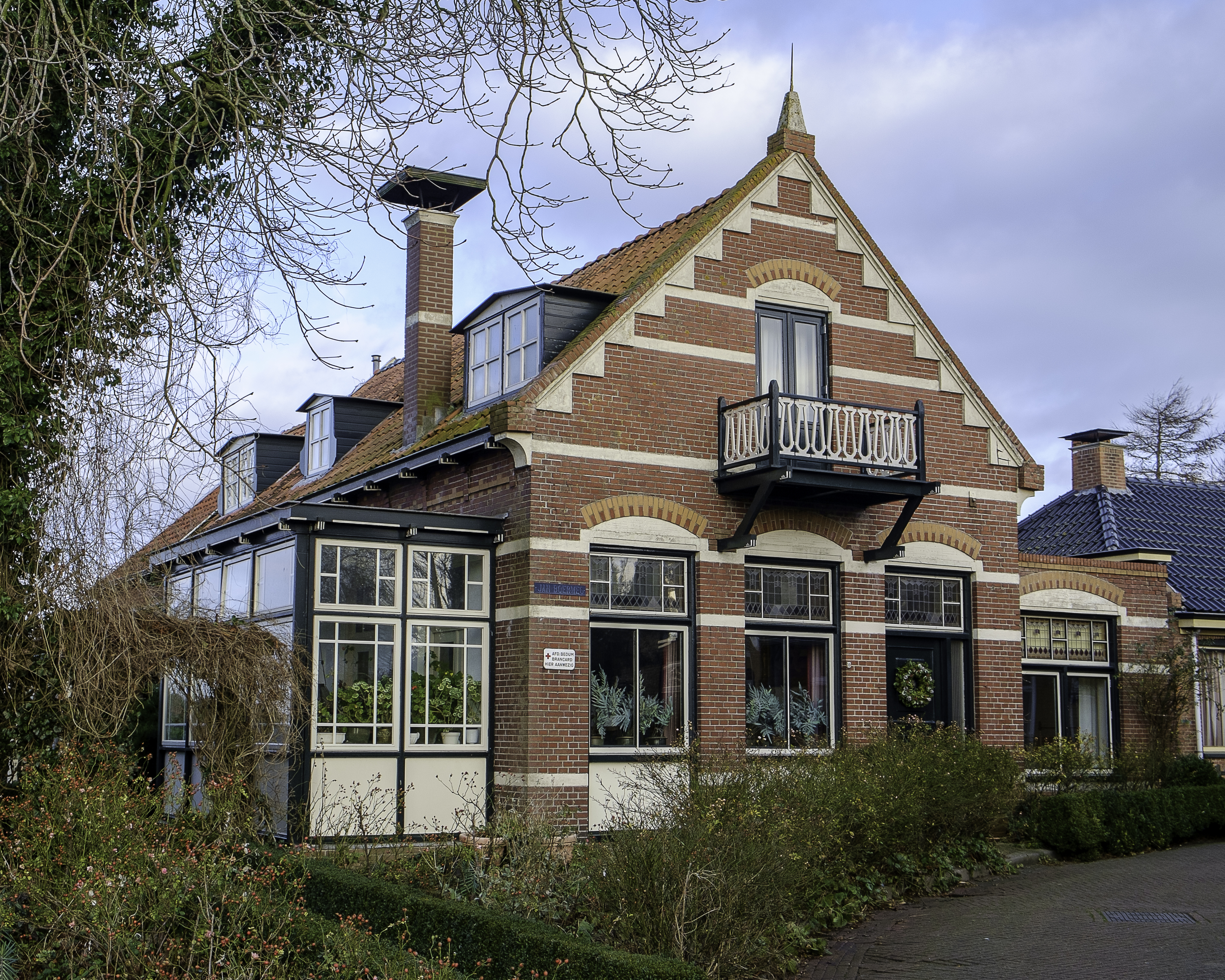
Het vroegere café Veldzicht
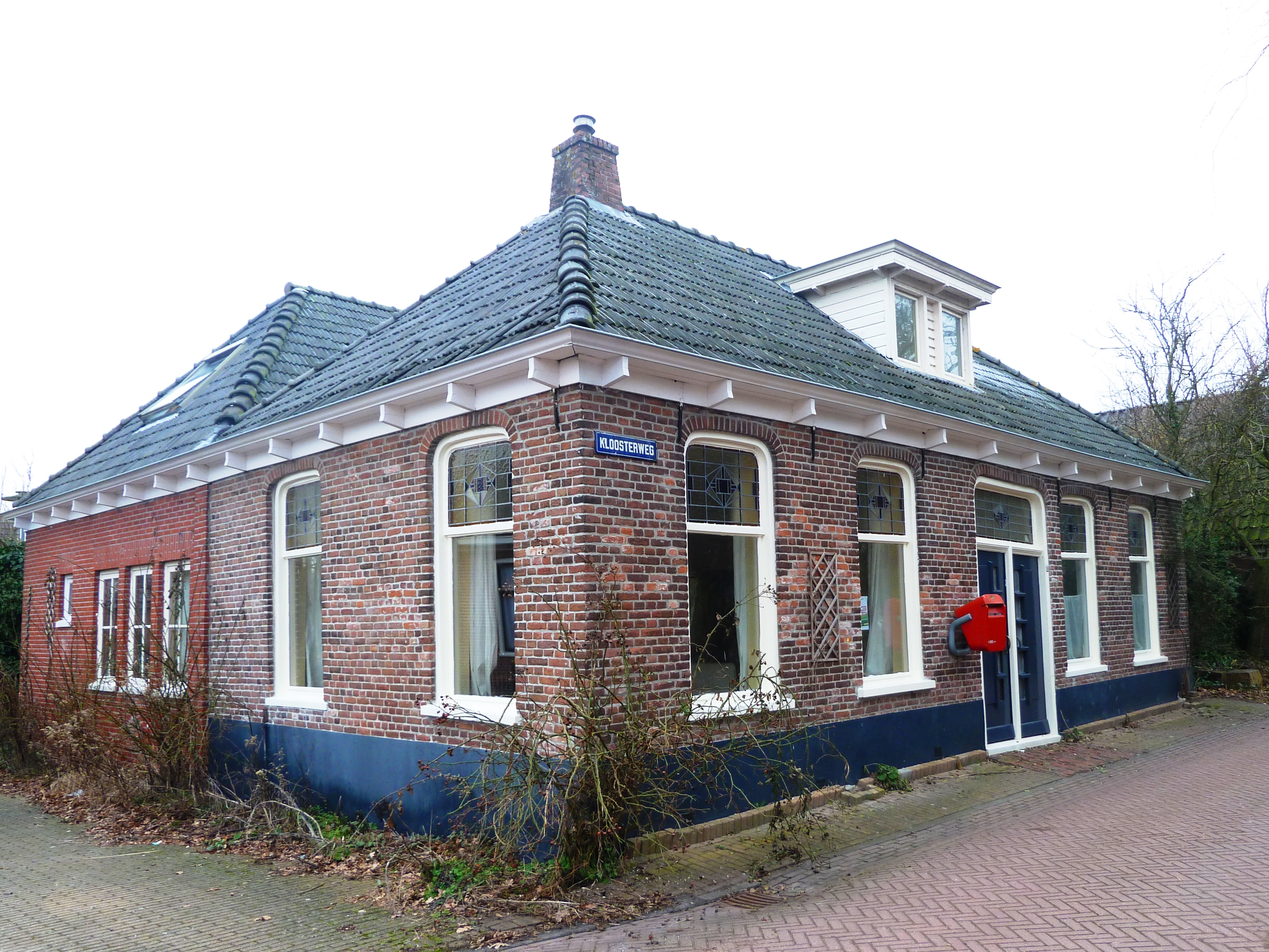
Het vroegere café Batema
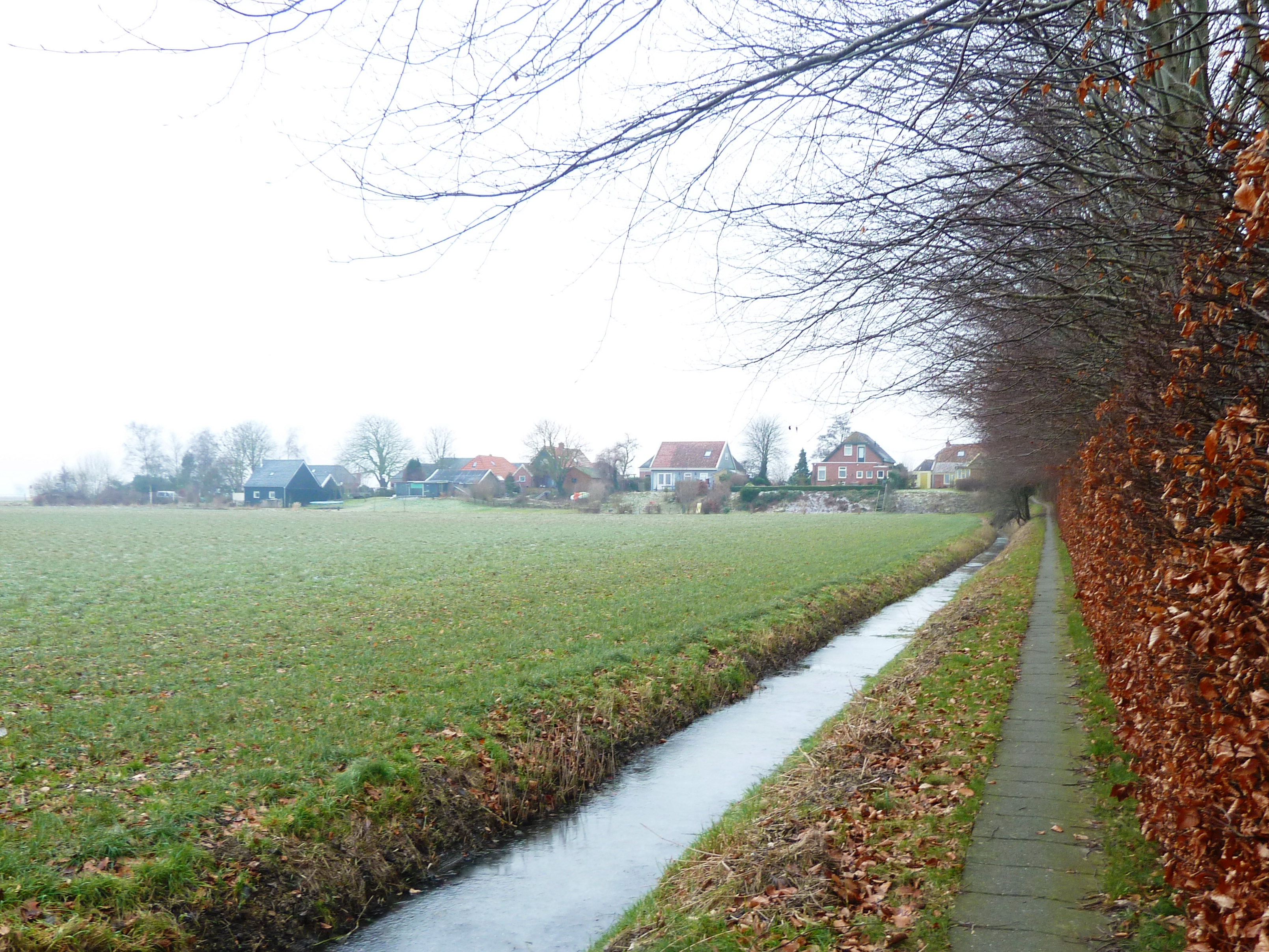
Het kerkepad naar Rottum met zicht op de 4 meter hoge steilrand
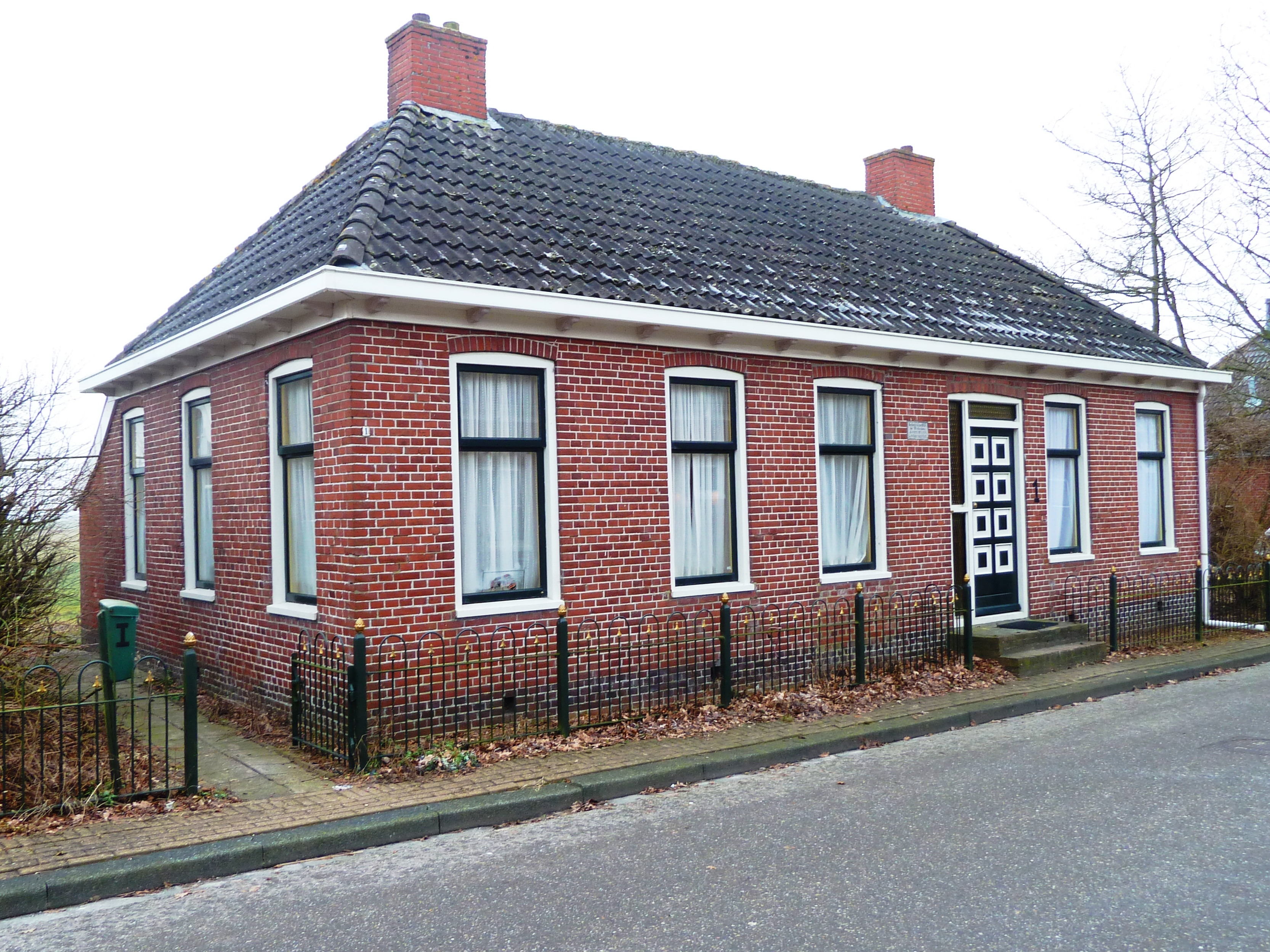
Voormalig armenhuis

### Steenfabrieken

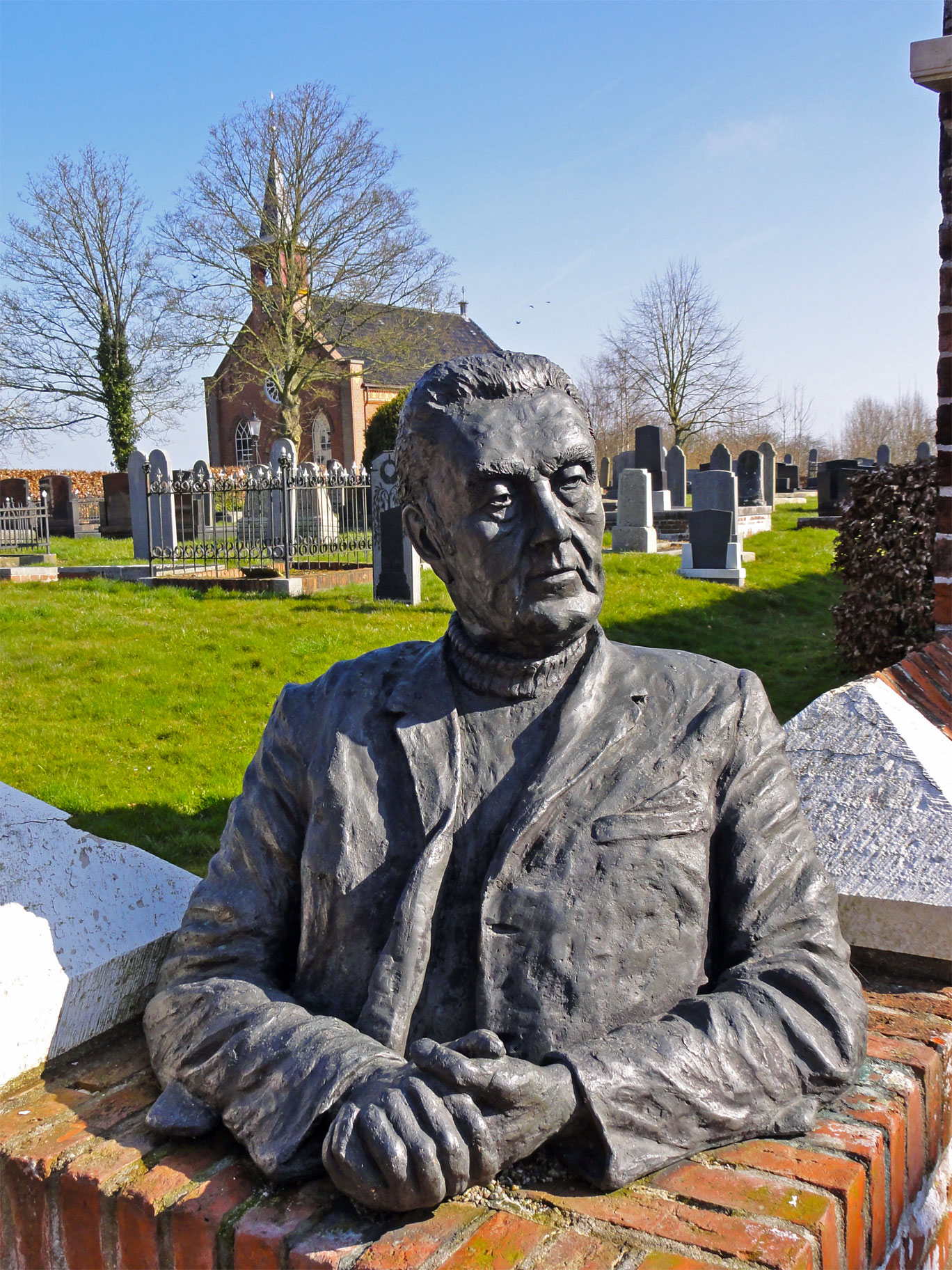
Buste van Jan Boer in zijn geboortedorp Rottum gemaakt door Greet Grottendieck

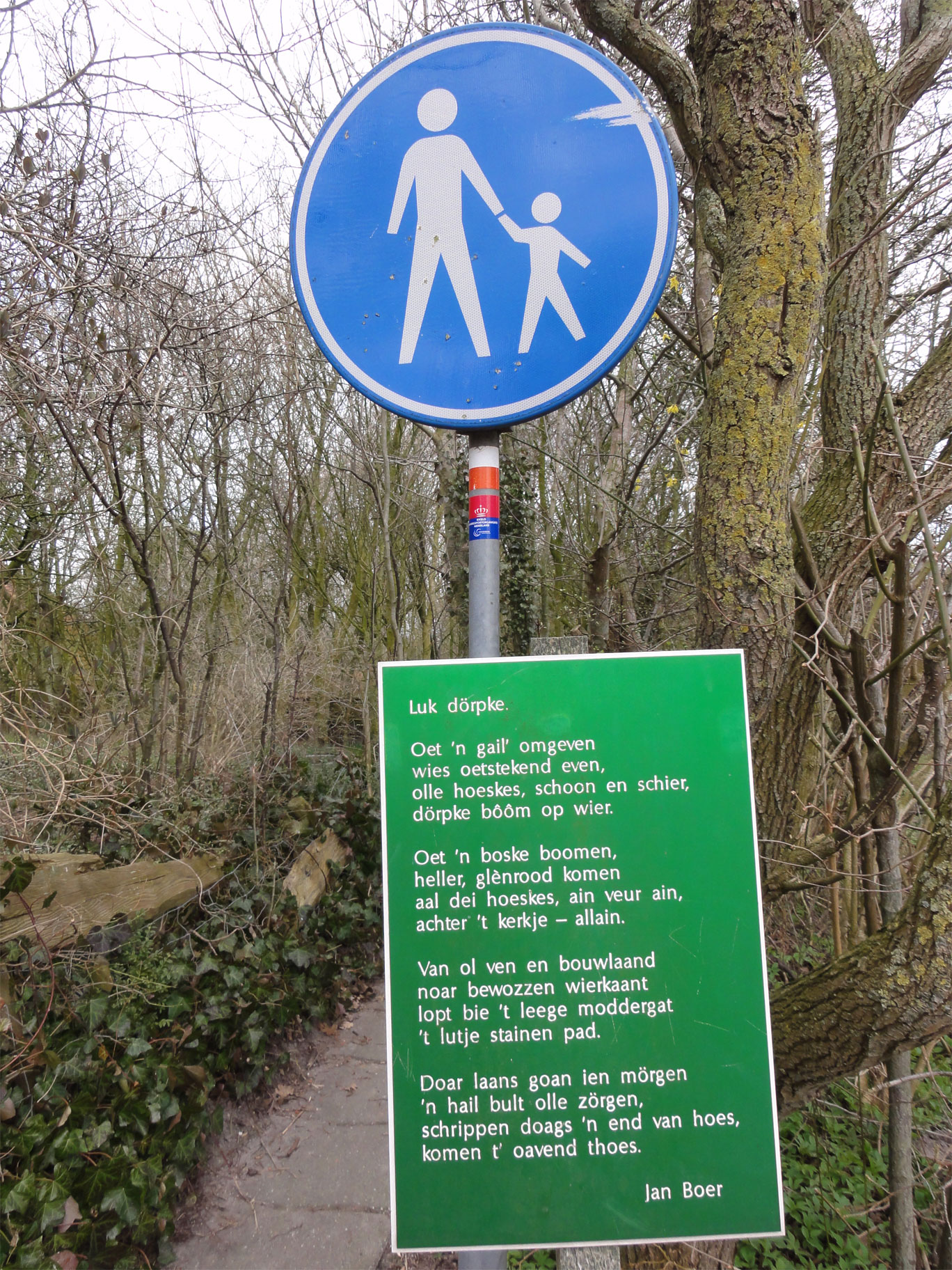
Luk dörpke, een gedicht van Jan Boer, bij het smalle stenen pad (t lutje stainen pad) vanaf de wierde

In 1857 werd de steenfabriek Ceres opgericht ten zuiden van Rottum, ten noorden van het Boterdiep nabij Eelswerd (bij de Eelswerdertil). In dit complex werden gedurende ruim 100 jaar bakstenen en draineerbuizen gemaakt. In 1968 werd de fabriek gesloten en in 1974 werd een groot deel van de bedrijfsgebouwen afgebroken. Het restant met de resten van twee schoorstenen vormt echter nog altijd een baken in het landschap. De linker toren (ca. 25 meter hoog) werd in 1936 gebouwd van putstenen en de rechter toren (ruim 15 meter hoog) in 1916 van radiaalstenen. Beide torens zijn verlaagd door afbraak of als gevolg van stormen. Het geheel is door de gemeente Eemsmond aangewezen als karakteristiek pand. Nabij de steenfabriek staat de bedrijfsleiderswoning. Vroeger stond er ook een tolhuis. Het buurtje waar de steenfabriek stond, heette vroeger Aizingedam. Begin 20e eeuw werd het ook wel Halfweg genoemd, misschien omdat het in de richting van Kantens lag.
In de buurtschap Delthuizen aan de Delthe stond aan een doodlopende weg tussen 1875 en ca. 1910 ook een steenfabriek. Na de sluiting verdwenen ook het gehucht en de weg in de jaren 1950, zodat hiervan niets meer terug te vinden is.

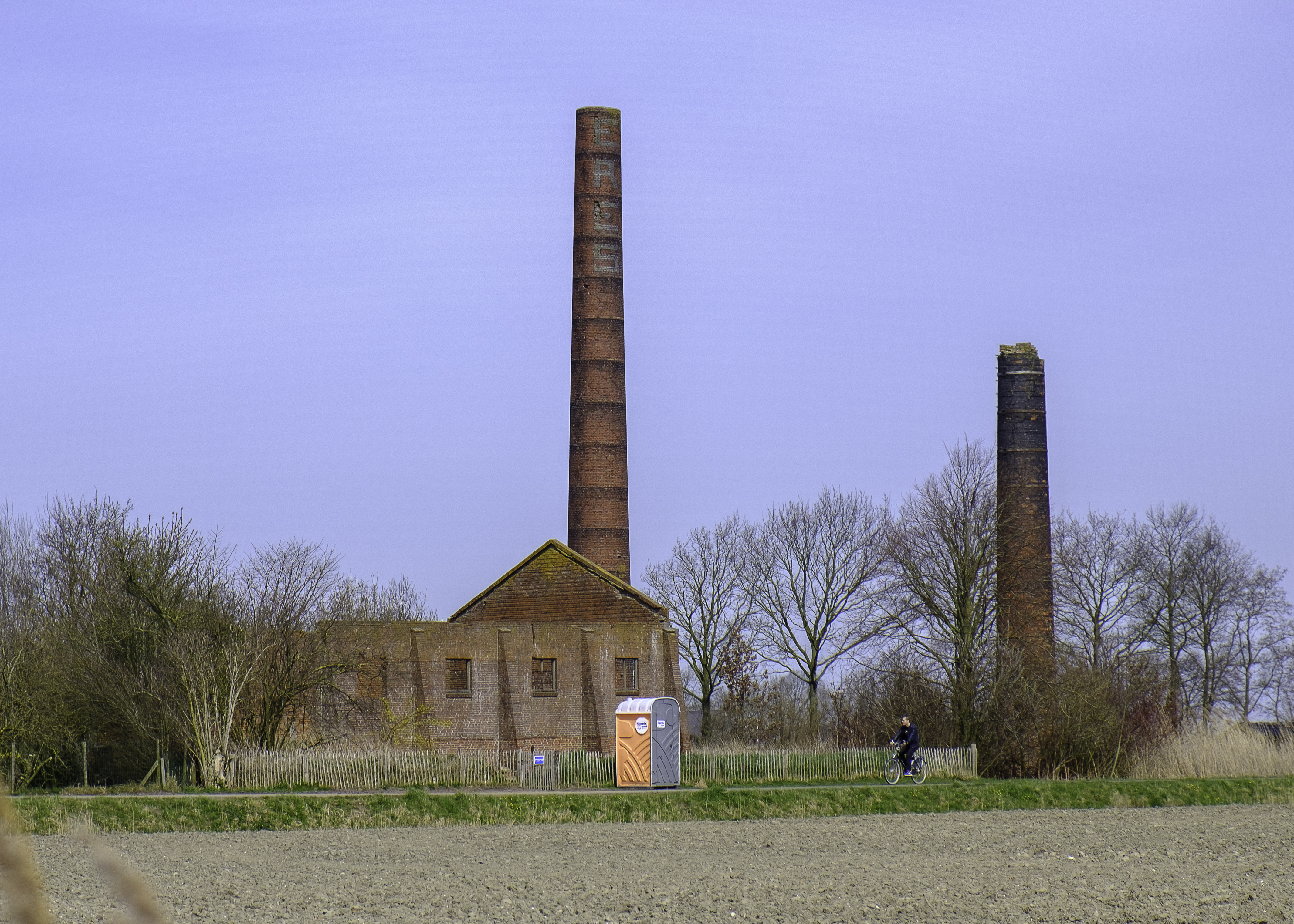
Restanten van Ceres
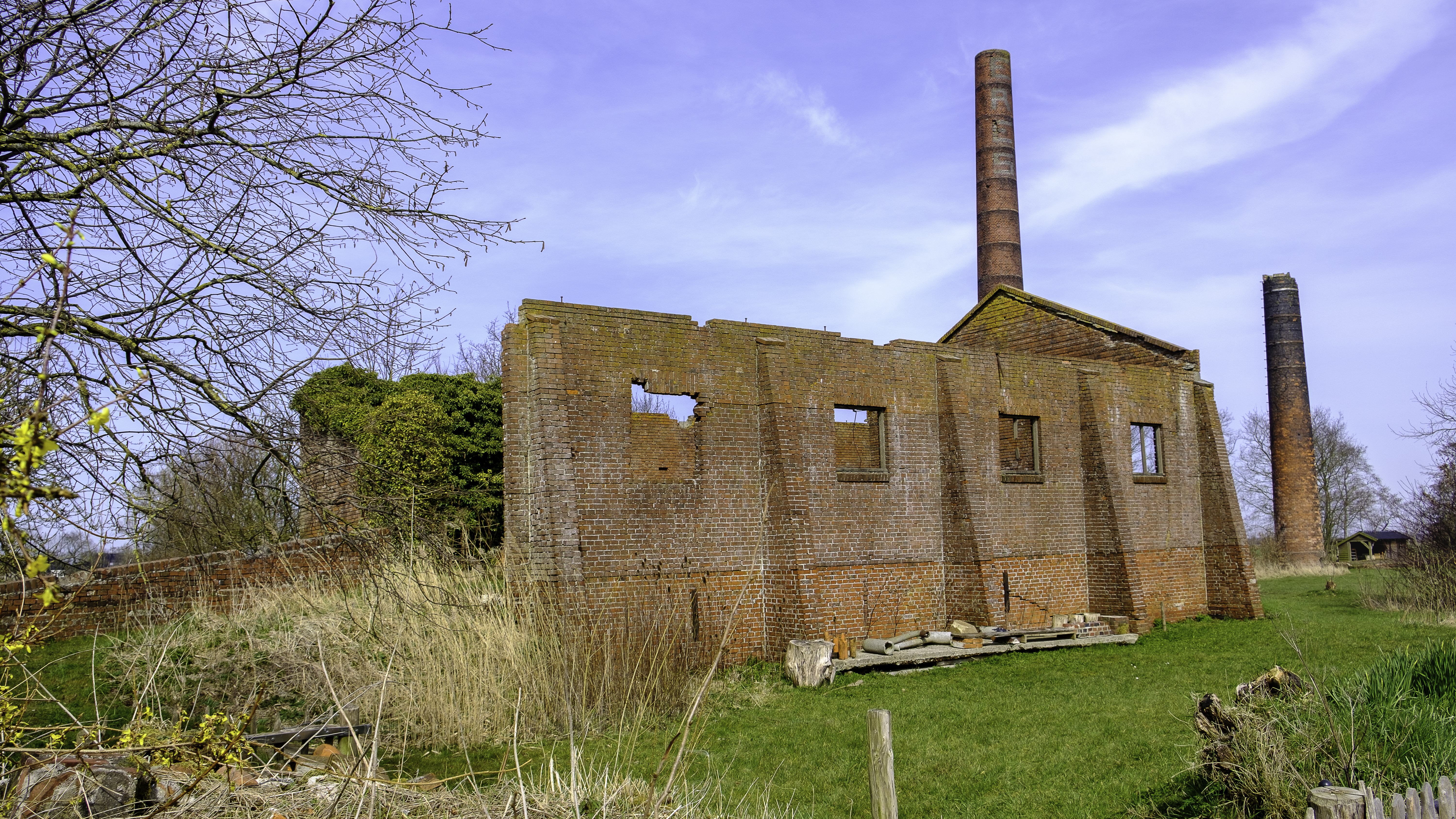
Restanten van de fabriek
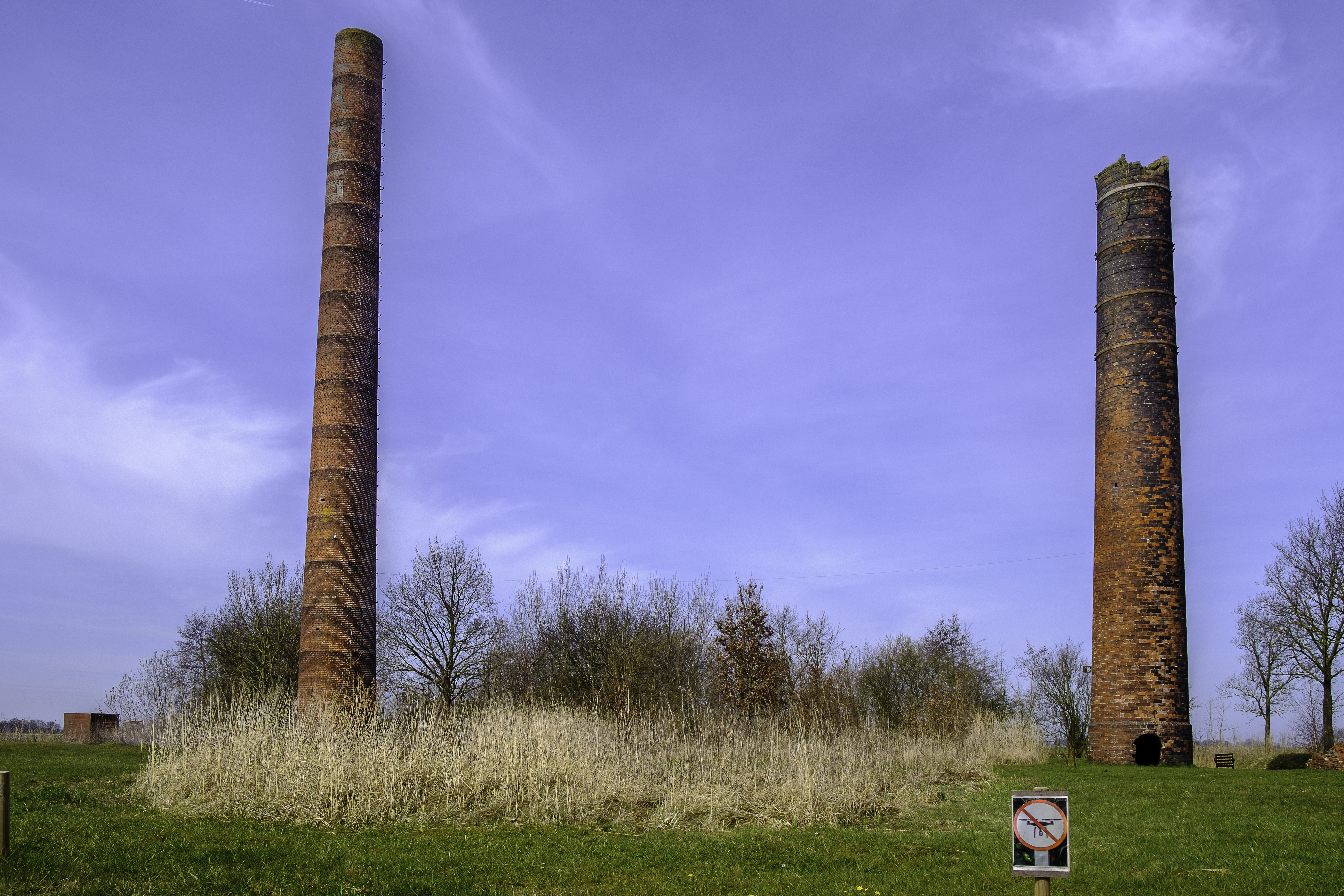
De schoorstenen. Met een verbodsbord voor drones.

### Begraafplaats
Rond de kerk liggen 32 grafzerken uit de zeventiende eeuw. De gebruikelijke doodssymbolen zoals de zandloper, de vlinder, de toorts en de doodskop worden afgebeeld. De 32 grafzerken behoren toe aan de familie Knol die vroeger een belangrijke rol speelde in het gebied rond Rottum. Ook de grafzerken vallen inmiddels onder de bescherming van de Rijksmonumentenwet. Typerend zijn de treurdichten die op deze grafzerken worden aangetroffen. Wanneer men vanaf de Kloosterweg naar de kerk toeloopt, passeert men een vroeg-20e-eeuws gietijzeren hekwerk met art-nouveaumotieven, die de uit kloostermoppen opgemetselde muur rond de begraafplaats afsluit. Op deze oude kloostermuur groeien muurleeuwenbek en korstmossen.

## Fabels
Over het dorp zijn een hoop volksverhalen bekend. Een aantal werd opgetekend door onderwijzer Derk Everts Zuidhof in zijn boek Geschiedenis van het oude dorp Rottum en andere bijzonderheden (1857) en door dominee Nicolaas Westendorp (eveneens 19e eeuw). Er zouden volgens hen op de wierde verschillende spookverschijningen zijn, zoals twee witte juffers, een zwart spook, een borries (zwarte spookhond met gloeiende ogen), twee vurige landmeters met een paard zonder kop (in het streekje 'Het Vagevuur', dat volgens Westendorp tussen Rottum en Langenhuis lag) en een vurige ijzeren wagen, bespannen met 4 of 6 bulhonden ('helhonden' met gloeiende ogen); rond 12 uur 's nachts.

## Geboren
Naast de diaconiewoning staat het borstbeeld van de Rottumer dichter Jan Boer die in 1899 in de toenmalige bakkerij werd geboren. Jan Boer staat bekend als 'het zingende hart' van Groningen. Op twee plaatsen in het dorp staan borden met een gedicht van Jan Boer.
Een andere bekende die in het dorp werd geboren was de Groninger onderwijzer en schrijver Jacob Tilbusscher K.Jzn. (1876-1958) niet te verwarren met de Middelstummer architect Jacob Tilbusscher Pzn. (1886- 1963), die o.a. de kerk van Rottum ontwierp. Naar Boer en Tilbusscher zijn twee straten in het dorp vernoemd.